# Bartolomé Mitre
Bartolomé Mitre (26. července 1821 Buenos Aires – 19. ledna 1906 Buenos Aires) byl argentinský politik, voják, historik a publicista, v letech 1862-8 byl argentinským prezidentem.

## Biografie
Mitre se narodil v Buenos Aires, ale jeho rodina musela odejít do Uruguaye, kde studoval v Montevideu, po studiích se stal redaktorem časopisu Epocha. Jelikož byl odpůrce vlády Juana Manuela de Rosas musel brzy odejít do exilu do Bolívie, Peru a nakonec i do Chile. Roku 1851 se jako voják účastnil urquizova povstání proti de Rosovi.
Po pádu de Rosova režimu, v roce 1852, se vrátil do Argentiny a v roce 1853 se v hodnosti plukovníka zúčastnil bitvy u Monte Caseros na straně Justo José de Urquizy.
V roce 1859 byl Mitre poražen Urgiuzou v občanské válce, kde zastupoval Buenos Aires, čímž se Buenos Aires opět stalo součástí konfederace a Mitre se stal guvernérem Buenos Aires.